# Zář
Zář je radiometrická veličina, definovaná jako měrná veličina zářivosti plošného zdroje. Značí se Le a její jednotkou je watt na metr čtvereční na steradián (W·m−2·sr−1).

## Definice
Záře je definována jako
{\displaystyle L_{e}(\Omega )={\frac {\mathrm {d} ^{2}\Phi _{e}}{\mathrm {d} A\,\mathrm {d} {\Omega }\cos \theta }}={\frac {I_{e}(\Omega )E_{e}(A)}{\cos \theta }}}
kde
{\displaystyle L} je zář (W na m2 na steradián),
{\displaystyle \Phi _{e}} je radiometrický zářivý tok zdroje (W),
{\displaystyle \theta } je úhel mezi kolmicí na uvažovanou rovinu a měřeným směrem,
{\displaystyle A} je plocha povrchu (m2),
{\displaystyle {\Omega }} je prostorový úhel (steradián).
{\displaystyle I_{e}(\Omega )} je zářivost.
{\displaystyle E_{e}(A)} je ozářenost.

Aproximací dostaneme pro plochu A a prostorový úhel Ω:
{\displaystyle L_{e}={\frac {\mathrm {d} ^{2}\Phi }{\mathrm {d} A\,\mathrm {d} {\Omega }\cos \theta }}\approx {\frac {\Phi }{\Omega A\cos \theta }}}

## Spektrální zář
Spektrální zář je zář vztažená na určitou část elektromagnetického spektra (vlnovou délku; značí se {\displaystyle L_{\lambda }}), alternativně vztažená vůči určité frekvenci (potom se značí {\displaystyle L_{\nu }}).
{\displaystyle L_{\lambda }={\frac {\mathrm {d} L_{e}}{\mathrm {d} \lambda }},L_{\nu }={\frac {\mathrm {d} L_{e}}{\mathrm {d} \nu }}}

## V širším slova smyslu
V širším slova smyslu se jako zář označuje projev elektromagnetického záření v oblasti viditelného spektra.